# DJ Babu
Pour les articles homonymes, voir Babu.
DJ Babu, de son vrai nom Melvin Babu, né le 17 septembre 1974 à Washington, D.C., est un disc jockey et producteur américain, d'origine philippine. Il est membre du groupe Dilated Peoples, du légendaire collectif de DJs Beat Junkies et forme avec le rappeur Defari le duo Likwit Junkies. Il réside actuellement à Oxnard, en Californie.

## Biographie
Babu est l'inventeur du terme « turntablist » pour désigner le DJ capable de manier les platines ou de s'en servir comme d'un instrument à part entière. À ce propos, il se dit « flatté » : « ca me flatte quand les gens disent ça. Pour être honnête, c'est quelque chose que je ne faisais qu'écrire sur mes mixtapes. À cette période, j'avais une mixtape sortie en 1996. J'adorais traiter les platines comme instrument [...] et j'écrivais 'Babu the Turntablist' à la place de 'DJ Babu'. » Il remporte plusieurs titres, dont le Vestax World Championship. 
Babu rejoint les Dilated Peoples en 2000, juste avant la publication de leur album The Platform. Avant ça, Babu travaillait pour Fat Beats et mixait sur les ondes de 92.3 The Beat. En 2007, DJ Babu diffuse une démo sur son logiciel Reason au NAMM Show.
En 2010, DJ Babu participe au Brooklyn Hip-Hop Festival, dont le concours pour remporter un ticket est sponsorisé par le magazine XXL. En mai 2011, il participe avec ses collègues des Dilated Peoples au Rock Soundset Fest. En 2013, il part à Vancouver, Canada, avec les Dilated Peoples.
En 2015, Evidence, Rakaa Iriscience et DJ Babu reviennent sous Dilated People avec leur nouvel album, Directors of Photography, leur premier album au label Expansion Team/Rhymesayers Entertainment. Babu explique que l'album a failli ne jamais être publié.

## Discographie
- 1996 : Super Duck Breaks
- 2000 : Super Duper Duck Breaks
- 2002 : Duck Season Vol. 1
- 2003 : Duck Season Vol. 2
- 2007 : The Beat Tape Vol. 1
- 2008 : Duck Season Vol. 3
- 2010 : The Beat Tape Vol. 2